# Kölner Arbeiterverein

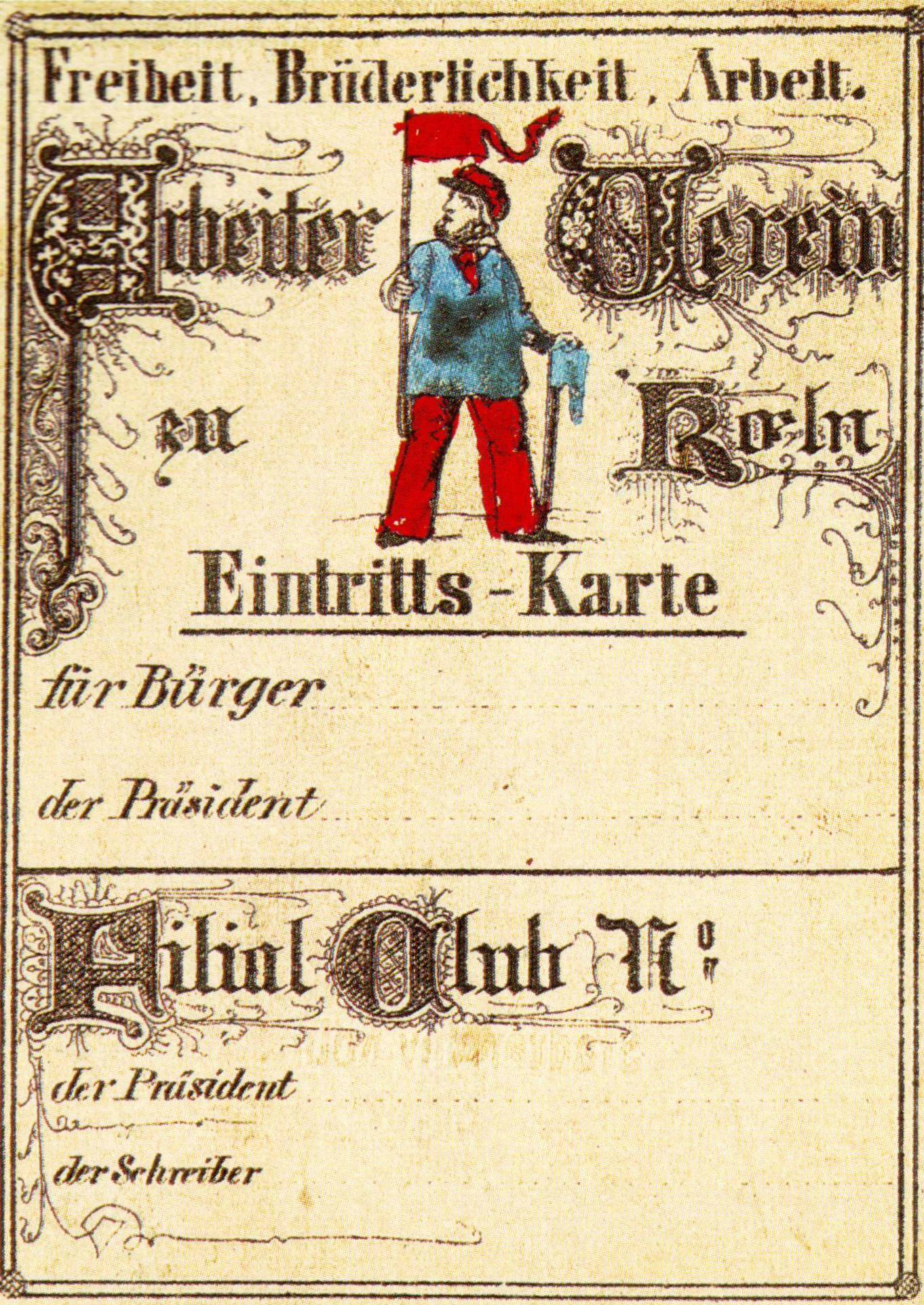
Eintrittskarte des Arbeitervereins Köln, 1848

Der Kölner Arbeiterverein (KAV) war ein im Jahre 1848 „zum Zwecke der Aufklärung und Bildung“ der Arbeiter in Köln gegründeter Arbeiterverein, der zunächst sozial-reformerisch, später marxistisch orientiert war.

## Gründung

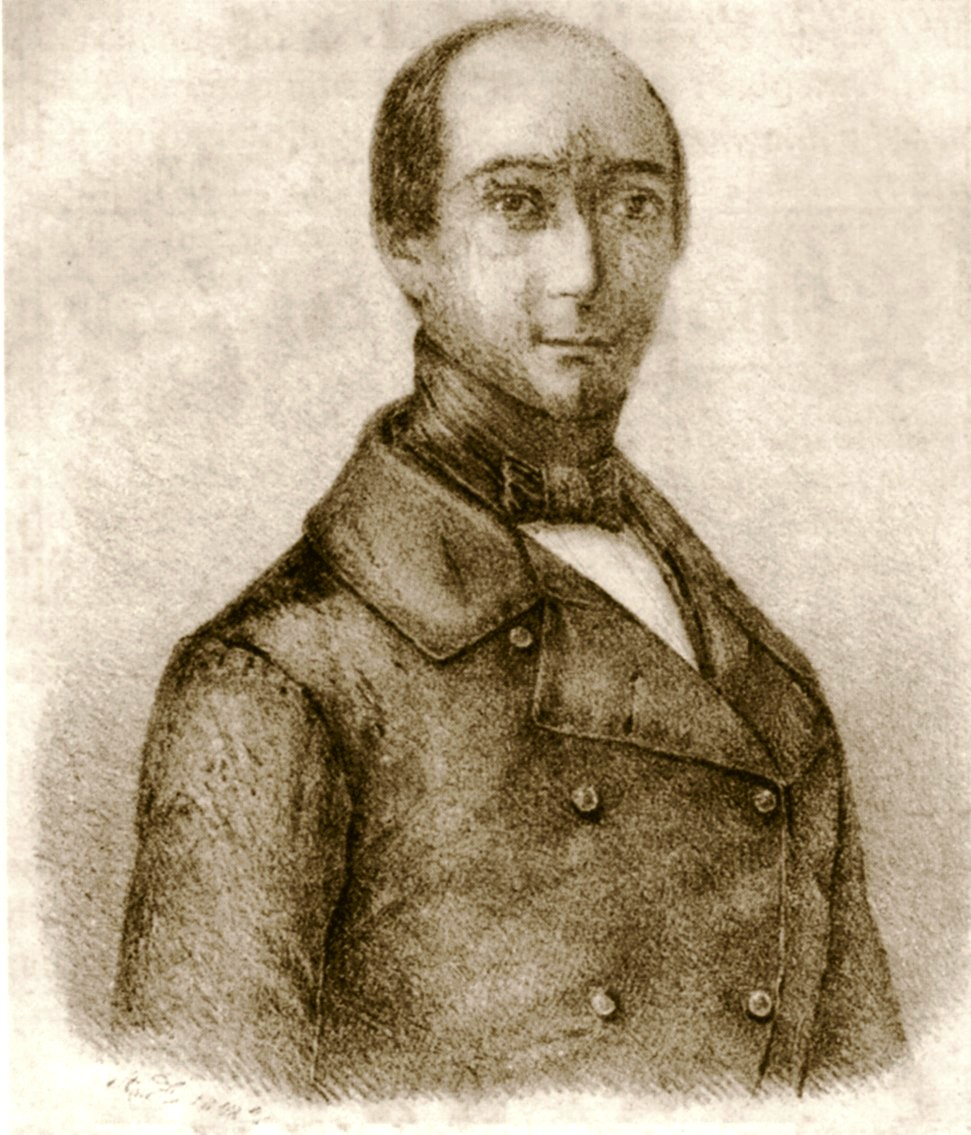
Andreas Gottschalk im Jahr 1848

Andreas Gottschalk, ein Kölner Armenarzt und einer der bedeutendsten niederrheinischen Arbeiterführer übergab am 3. März 1848 als einer der Wortführer einer Demonstration vor dem Kölner Rathaus dem Oberbürgermeister die Forderungen der Arbeiterschaft. „Seine Forderungen waren die einer radikalen Demokratie [...] und dem Schutz der Arbeit und Sicherstellung der menschlichen Lebensbedürfnisse für alle.“. Gottschalk war es auch, der vorschlug, die Kölner Arbeiterschaft in einem Verein zu organisieren, um so den eigenen Forderungen mehr Nachdruck verleihen zu können.
Die Gründungsversammlung dieses Kölner Arbeitervereins fand am 13. April 1848 statt. Rund 300 Delegierte wählten Andreas Gottschalk zum Präsidenten und ernannten weitere Vorstandsmitglieder.

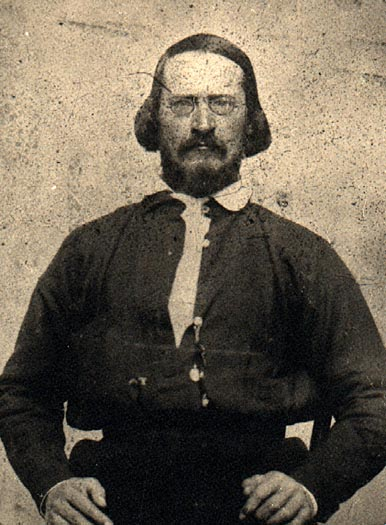
Fritz Anneke (USA, 1860er Jahre)

Erster Sekretär wurde Fritz Anneke, ein ehemaliger preußischer Artillerieoffizier. Anneke leitete die neben der Marx’schen Neuen Rheinischen Zeitung wichtigste fortschrittliche Zeitung in Köln, die Neue Kölnische Zeitung, die während der Haft von Fritz Anneke von seiner Frau Mathilde Franziska Anneke als Frauen-Zeitung fortgeführt wurde. Die Frauenzeitung war die erste regelmäßig erscheinende Zeitschrift in Deutschland, die sich für Frauenrechte einsetzte. Die Annekes nahmen im Sommer 1849 an den Reichsverfassungskämpfen teil und gingen nach dem Ende der Revolution in die USA, wo sie Lincoln und die Republikanische Partei unterstützten.
Zusätzlich zum Vorstand wurde ein aus 31 Personen bestehendes Vereinskomitee eingesetzt, deren Mitglieder nicht durch Wahl auf der Gründungsversammlung, sondern durch Entscheid der einzelnen, im Verein vertretenen Gewerke bestimmt wurden.
Neben den Wahlen zum Vereinsvorstand wurde auch die Satzung des Vereins verabschiedet. Diese stattete den Vereinsvorstand mit weit reichenden Kompetenzen und Alleinvertretungsansprüchen aus. So konnte eine Generalversammlung nur durch die Mehrheit eines Gewerks oder durch mindestens 50 unterstützende Mitglieder einberufen werden.

## Politische Betätigung und Vereinsentwicklung

### April 1848 bis Juli 1848
Bereits zehn Tage nach der Gründungsversammlung gab der Kölner Arbeiterverein eine eigene Vereinszeitung, die Zeitung des Arbeitervereins zu Köln, die später in Freiheit, Brüderlichkeit, Arbeit umbenannt wurde, heraus. In ihr formulierte der Vorstand seine Forderungen nach mehr Beteiligung an betrieblichen Entscheidungsprozessen, einer gerechten sozialen Absicherung und der Etablierung wirksamer Arbeitsschutzgesetze. Neben der Vereinszeitung verfasste der Verein zahlreiche Petitionen, die zur Unterstützung des Ziels einer spürbaren Verbesserung der Lebensbedingungen der Arbeiter dienen sollten. Darüber hinaus artikulierte der Verein Forderungen nach der Einrichtung von Schiedsgerichten zur paritätischen Mitbestimmung in Betrieben und beschloss einen Boykott der seiner Meinung nach unfairen, weil indirekten Wahlen zur Frankfurter Nationalversammlung. Diese Forderungen und Veröffentlichungen brachten dem Verein viele Sympathien ein, sodass die Mitgliederzahl unterschiedlichen Quellen zur Folge auf bis zu 7000 Personen anstieg.
Auf dem Kongress der deutschen demokratischen Republikaner, der vom 14. bis zum 17. Juni 1848 in Frankfurt am Main stattfand, galt Andreas Gottschalk als Delegierter des Kölner Arbeitervereins als einer der bedeutendsten Personen. Er scheiterte jedoch bei den Wahlen zum neu einzurichtenden Zentralkomitee der deutschen Republikaner. Geprägt von dieser Niederlage forcierte Gottschalk im Namen des KAV eine Fusion mit der Demokratischen Gesellschaft (DG) um Karl Marx und Friedrich Engels. Diese wurde jedoch seitens der DG abgelehnt und so kam es lediglich zu der Einrichtung eines gemeinsamen Ausschusses zur Koordinierung der niederrheinischen Arbeitervereine.
Der 3. Juli 1848 sollte eine deutliche Zäsur für den Kölner Arbeiterverein bedeuten. Wegen der Forderungen nach einer umgehenden Einrichtung einer demokratischen Republik wurden Andreas Gottschalk und Fritz Anneke verhaftet und vor Gericht gestellt. Vorübergehend wurde Jean Jansen Vorsitzender, der einer der Mitgründer des Vereins war. In dem nachfolgenden Strafprozess wurden Gottschalk und Anneke zwar freigesprochen, Gottschalk ging aber aus Furcht vor weiteren Repressionen und aufgrund seiner infolge einer Choleraepidemie angeschlagenen Gesundheit im Dezember 1848 ins Exil nach Paris. Damit hatte der KAV seinen Präsidenten und Wortführer verloren. Anneke war im Frühjahr 1849 zusammen mit dem Bonner Jurastudenten und späteren US-Innenminister Carl Schurz am Sturm auf das Zeughaus in Siegburg beteiligt. Danach ging er in den bewaffneten Untergrund und befehligte bis zur Belagerung der Festung Rastatt ein Artillerieregiment der Pfälzischen Volkswehr.

### Juli 1848 bis Oktober 1848

Karl Schapper

Den erzwungenen Abschied von Andreas Gottschalk nutzten Karl Marx und seine Mitstreiter aus der Demokratischen Gesellschaft, um mehr Einfluss im KAV zu gewinnen. Bereits kurz nach Gottschalks Verhaftung wurde Joseph Moll neuer Präsident des KAV und Karl Schapper sein neuer Stellvertreter. Mit dieser neuen Vereinsführung hielten die Ideen der Marx’schen Kommunisten Oberhand und es war eine deutliche Radikalisierung der Vereinsarbeit zu verzeichnen. Unter anderem bedingt durch diese Tatsache zeigte der KAV bei den Septemberunruhen des Jahres 1848 große Kampfesbereitschaft und beteiligte sich an der Errichtung von Barrikaden und der Vorbereitung eines bewaffneten Kampfes in Köln, zu dem es allerdings nie kam. In der Folge wurde Schapper inhaftiert und Moll floh nach London.

### Oktober 1848 bis Oktober 1849

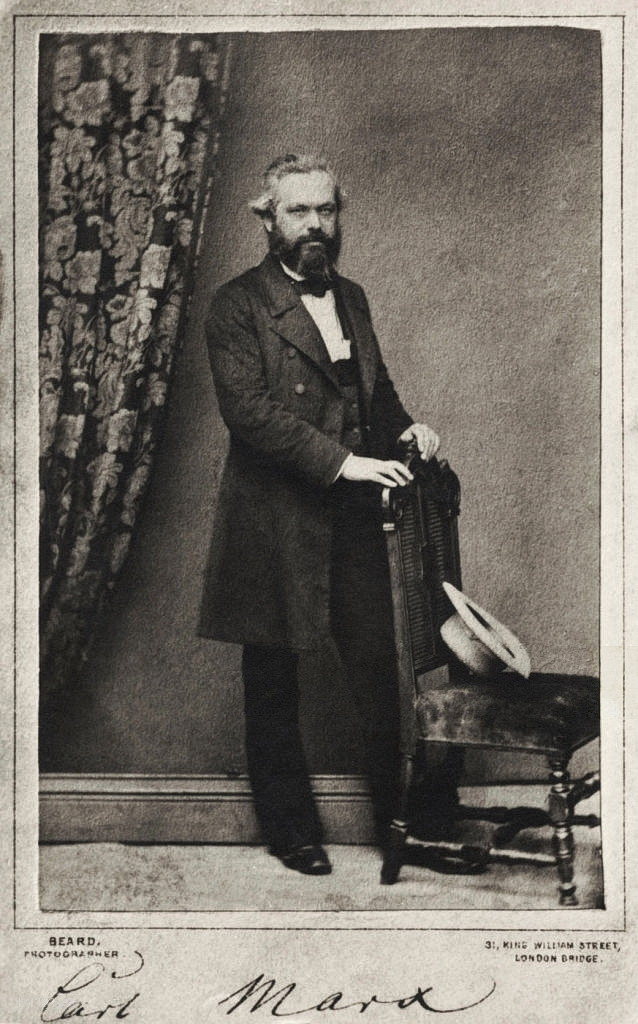
Karl Marx (1861)

Um ein Zerfallen des Vereins zu vermeiden, versuchten die Mitglieder schnell einen neuen, reputablen Vorsitzenden zu finden. Im Oktober 1848 suchte eine Delegation des KAV Karl Marx auf und bot ihm den Vorsitz des Vereins an. Am 22. Oktober wurde Marx dann durch eine Generalversammlung des Vereins zum neuen Präsidenten ernannt.
Unter strikter Beachtung des von ihm selbst entworfenen Weges zu einer kommunistischen Revolution entschloss sich Karl Marx alle marxistisch orientierten Vereine und Verbände, so auch den Kölner Arbeiterverein, nicht an den Zusammenschlüssen zur Allgemeinen Deutschen Arbeiterverbrüderung teilnehmen zu lassen. Er befürchtete, dass dieser eher gemäßigt agierende Zusammenschluss dem Umsturzwillen in der Arbeiterschaft entgegenstehen könnte.
Nach einer streng marxistischen Neuorientierung des Vereins übergab Marx das Amt des Präsidenten Ende Februar 1849 erneut an Karl Schapper, der es bis zu seiner Ausweisung im Mai nur drei Monate ausübte. Nachfolger und damit letzter Präsident des KAV wurde Peter Gerhard Roeser, wie Schapper, Moll und Marx ebenfalls Mitglied im Bund der Kommunisten.
Trotz weiterhin bestehender Kampfbereitschaft der Mitglieder kam im Verlauf des Jahres 1849 Kritik an der Vereinsführung auf. Immer mehr Arbeiter forderten eine Rückbesinnung auf die Interessen der Arbeiterschaft und eine Abkehr von den kommunistischen Umsturzideen. Diesem Wunsch folgend beschloss der Vereinsvorstand eine Anschließung an die Allgemeine Deutsche Arbeiterverbrüderung, zu der es wegen des Scheiterns der Revolution nicht mehr kam.

### Ende des Kölner Arbeitervereins
Obwohl es keinen Selbstauflösungsbeschluss des Kölner Arbeitervereins gab, kann das Ende des Vereins auf die Jahreswende 1849/1850 bestimmt werden. Wegen einer neuen, restriktiven und restauratorischen Gesetzgebung in Deutschland wandelte sich der Verein im Oktober 1849 zunächst in einen Arbeiterbildungsverein, ehe 1850 die Auflösung dieses neuen Vereins beschlossen wurde.